# Rogoș, Plovdiv
Rogoș (în bulgară Рогош) este un sat în comuna Marița, regiunea Plovdiv,  Bulgaria. 

## Demografie
Componența etnică a satului Rogoș
     Bulgari (73,53%)
     Romi (11,05%)
     Nicio identificare (14,68%)
     Altele (0,89%)
La recensământul din 2011, populația satului Rogoș era de 3.113 locuitori. Din punct de vedere etnic, majoritatea locuitorilor (73,53%) erau bulgari, cu o minoritate de romi (11,05%). Pentru 14,68% din locuitori nu este cunoscută apartenența etnică.